# 曾於郡
曾於郡（日语：／ Soo gun */?）是日本鹿兒島縣轄下的一個郡。曾於市和志布志市過去也曾是曾於郡的轄區。
現轄有以下1町：
- 大崎町

## 歷史
過去名為「囎唹郡」（日文發音與「曾於郡」相同），最初為大隅國轄下的郡，在1887年5月被分割為東囎唹郡和西囎唹郡兩郡。
1897年4月1日實施郡制時，西囎唹郡被併入姶良郡，東囎唹郡與南諸縣郡（由舊日向國諸縣郡分出）合併為新設置的囎唹郡。

### 沿革
- 1887年5月：囎唹郡被分割為東囎唹郡和西囎唹郡。
- 1897年4月1日：東囎唹郡與南諸縣郡合併為囎唹郡，轄下包括末吉村、岩川村、恒吉村、財部村、市成村、東志布志村、西志布志村、月野村、松山村、大崎村、野方村。[1]（11村）
- 1913年7月1日：東志布志村改制並改名為為志布志町。（1町10村）
- 1922年10月1日：末吉村改制為末吉町。（2町9村）
- 1924年4月1日：岩川村改制為岩川町。（3町8村）
- 1926年4月1日：財部村改制為財部町。（4町7村）
- 1936年10月1日：大崎村改制為大崎町。（5町6村）
- 1955年1月20日：岩川町、恒吉村、月野村合併為大隅町。（5町4村）
- 1955年4月1日：野方村被廢除，轄區分別被併入大隅町、大崎町和西志布志村。（5町3村）
- 1956年4月1日：市成村與肝屬郡百引村合併為輝北町。（6町2村）
- 1958年4月1日：（8町）
  - 松山村改制為松山町。
  - 西志布志村改制並改名為有明町。
- 1972年4月1日：囎唹郡改名為曾於郡。
- 2005年7月1日：大隅町、末吉町、財部町合併為曾於市，並脫離曾於郡。（5町）
- 2006年1月1日：（1町）
  - 有明町、志布志町、松山町合併為志布志市，並脫離曾於郡。
  - 輝北町、鹿屋市、肝屬郡串良町、吾平町合併為新設置的鹿屋市，並脫離曾於郡。

| 1889年4月1日   | 1889年－1910年 | 1910年－1930年                    | 1930年－1950年                    | 1950年－1970年                    | 1970年－1990年                    | 1990年－現在                | 現在                        |
| -------------- | -------------- | --------------------------------- | --------------------------------- | --------------------------------- | --------------------------------- | --------------------------- | --------------------------- |
| 末吉村         | 末吉村         | 1922年10月1日 改制為末吉町        | 1922年10月1日 改制為末吉町        | 1922年10月1日 改制為末吉町        | 1922年10月1日 改制為末吉町        | 2005年7月1日 合併為曾於市   | 2005年7月1日 合併為曾於市   |
| 財部村         | 財部村         | 1926年4月1日 改制為財部町         | 1926年4月1日 改制為財部町         | 1926年4月1日 改制為財部町         | 1926年4月1日 改制為財部町         | 2005年7月1日 合併為曾於市   | 2005年7月1日 合併為曾於市   |
| 岩川村         | 岩川村         | 1924年4月1日 改制為岩川町         | 1924年4月1日 改制為岩川町         | 1955年1月20日 合併為大隅町        | 1955年1月20日 合併為大隅町        | 2005年7月1日 合併為曾於市   | 2005年7月1日 合併為曾於市   |
| 恒吉村         |                |                                   |                                   | 1955年1月20日 合併為大隅町        | 1955年1月20日 合併為大隅町        | 2005年7月1日 合併為曾於市   | 2005年7月1日 合併為曾於市   |
| 月野村         |                |                                   |                                   | 1955年1月20日 合併為大隅町        | 1955年1月20日 合併為大隅町        | 2005年7月1日 合併為曾於市   | 2005年7月1日 合併為曾於市   |
| 野方村         |                |                                   |                                   | 1955年1月20日 合併為大隅町        | 1955年1月20日 合併為大隅町        | 2005年7月1日 合併為曾於市   | 2005年7月1日 合併為曾於市   |
| 大崎町         |                |                                   |                                   |                                   |                                   |                             |                             |
| 大崎村         | 大崎村         | 大崎村                            | 1936年10月1日 改制為大崎町        |                                   |                                   |                             |                             |
| 東志布志村     | 東志布志村     | 1913年7月1日 改制並改名為志布志町 | 1913年7月1日 改制並改名為志布志町 | 1913年7月1日 改制並改名為志布志町 | 1913年7月1日 改制並改名為志布志町 | 2006年1月1日 合併為志布志市 | 2006年1月1日 合併為志布志市 |
| 西志布志村     | 西志布志村     | 西志布志村                        | 西志布志村                        | 1958年4月1日 改制並改名為有明町   | 1958年4月1日 改制並改名為有明町   | 2006年1月1日 合併為志布志市 | 2006年1月1日 合併為志布志市 |
| 松山村         | 松山村         | 松山村                            | 松山村                            | 1958年4月1日 改制為松山町         | 1958年4月1日 改制為松山町         | 2006年1月1日 合併為志布志市 | 2006年1月1日 合併為志布志市 |
| 市成村         | 市成村         | 市成村                            | 市成村                            | 1956年4月1日 合併為輝北町         | 1956年4月1日 合併為輝北町         | 2006年1月1日 合併為鹿屋市   | 2006年1月1日 合併為鹿屋市   |
| 肝屬郡百引村   |                |                                   |                                   | 1956年4月1日 合併為輝北町         | 1956年4月1日 合併為輝北町         | 2006年1月1日 合併為鹿屋市   | 2006年1月1日 合併為鹿屋市   |
| 肝屬郡鹿屋村   | 肝屬郡鹿屋村   | 1912年12月13日 改制為鹿屋町       | 1941年5月27日 合併為鹿屋市        | 鹿屋市                            | 鹿屋市                            | 2006年1月1日 合併為鹿屋市   | 2006年1月1日 合併為鹿屋市   |
| 肝屬郡花岡村   |                |                                   | 1941年5月27日 合併為鹿屋市        | 鹿屋市                            | 鹿屋市                            | 2006年1月1日 合併為鹿屋市   | 2006年1月1日 合併為鹿屋市   |
| 肝屬郡大姶良村 |                |                                   | 1941年5月27日 合併為鹿屋市        | 鹿屋市                            | 鹿屋市                            | 2006年1月1日 合併為鹿屋市   | 2006年1月1日 合併為鹿屋市   |
| 肝屬郡高隈村   |                |                                   |                                   | 鹿屋市                            | 鹿屋市                            | 2006年1月1日 合併為鹿屋市   | 2006年1月1日 合併為鹿屋市   |
| 肝屬郡西串良村 | 肝屬郡西串良村 | 肝屬郡西串良村                    | 1932年5月15日 改制並改名為串良町  | 1932年5月15日 改制並改名為串良町  | 1932年5月15日 改制並改名為串良町  | 2006年1月1日 合併為鹿屋市   | 2006年1月1日 合併為鹿屋市   |
| 肝屬郡姶良村   | 肝屬郡姶良村   | 肝屬郡姶良村                      | 1947年10月15日 改制並改名為吾平町 | 1947年10月15日 改制並改名為吾平町 | 1947年10月15日 改制並改名為吾平町 | 2006年1月1日 合併為鹿屋市   | 2006年1月1日 合併為鹿屋市   |

## 外部連結
- OpenStreetMap上有關曾於郡的地理